# Víska (Chrastava)
Víska je malá vesnice, část města Chrastava v okrese Liberec. Nachází se asi 2,5 kilometru východně od Chrastavy. Víska leží v katastrálním území Horní Chrastava o výměře 5,29 km².

## Historie
První písemná zmínka o vesnici pochází z roku 1713.

## Další fotografie

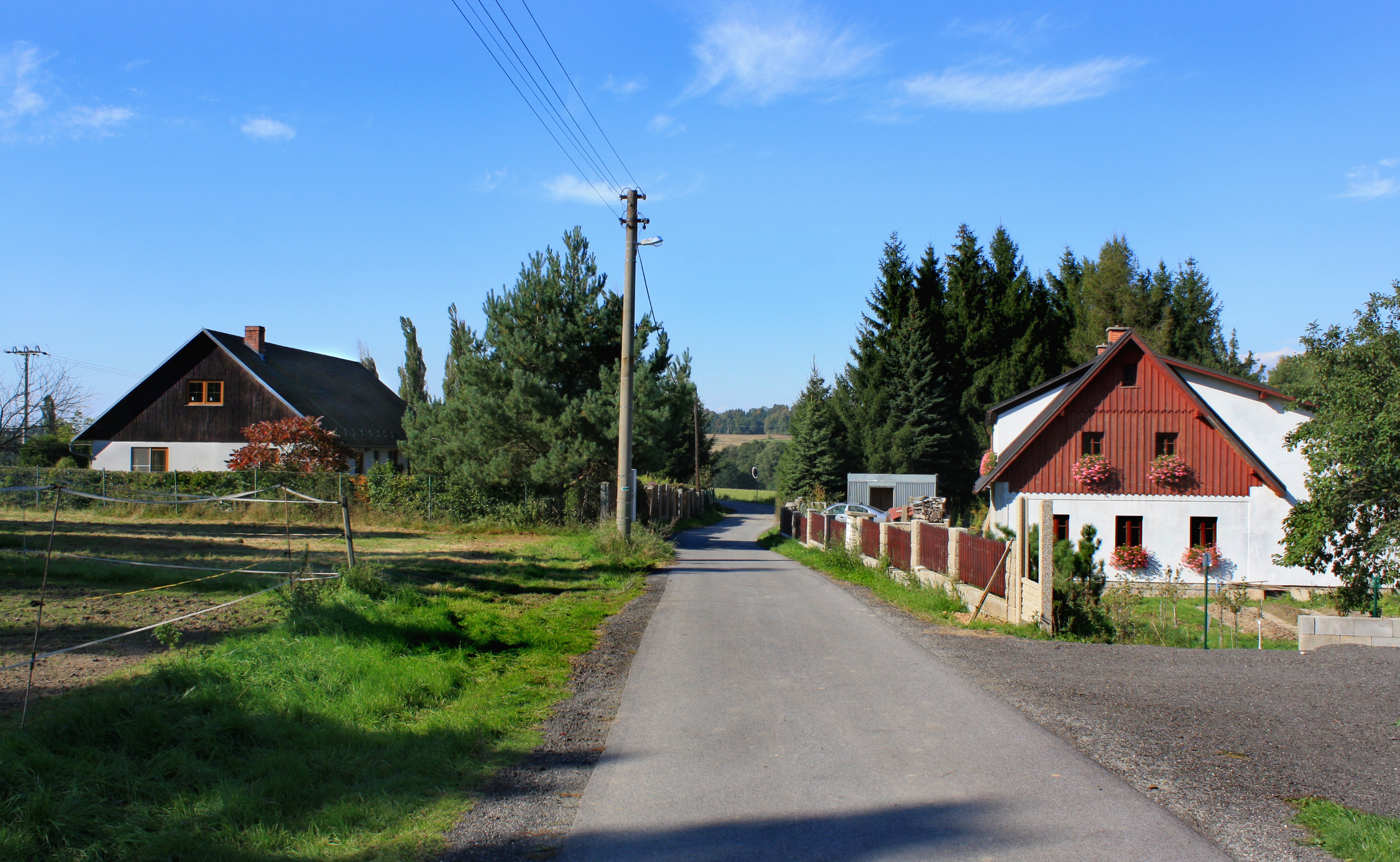
Severní část vesnice
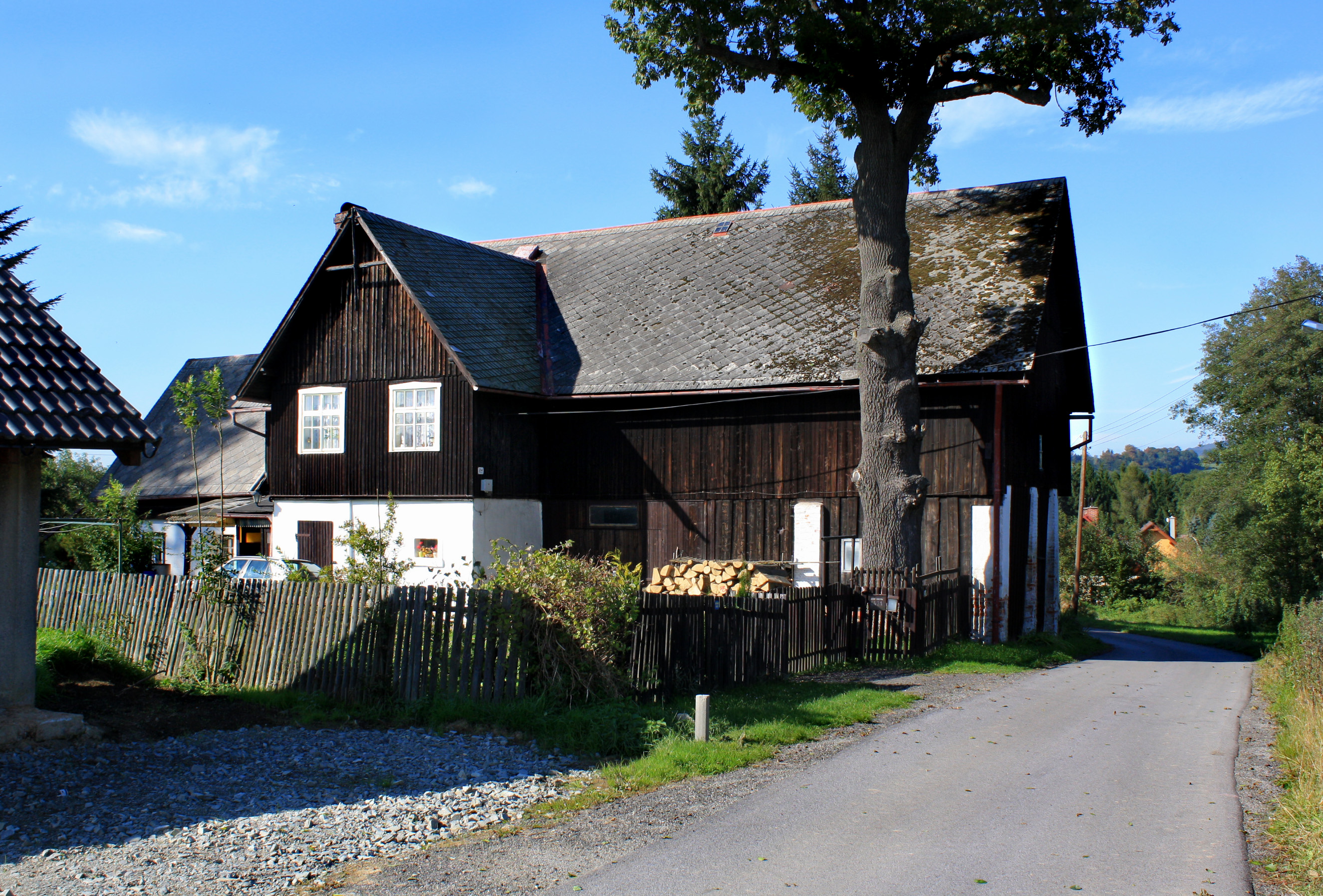
Dům se stodolou
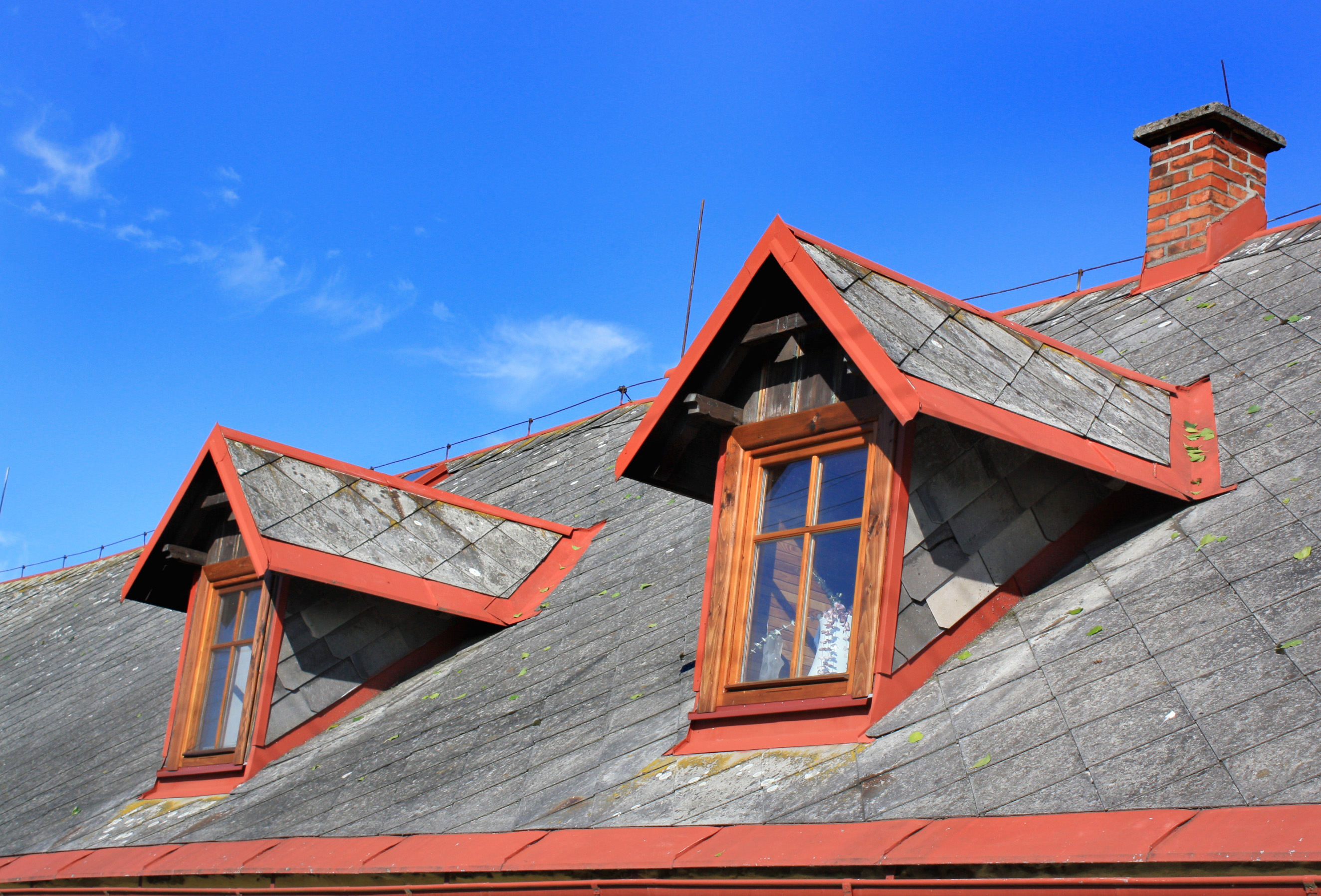
Vikýře opravené chalupy